# Badnjevac (okręg szumadijski)
Badnjevac (cyr. Бадњевац) – wieś w Serbii, w okręgu szumadijskim, w gminie Batočina. W 2011 roku liczyła 1084 mieszkańców.